# چاه شکر
چاه شکر، روستایی از توابع بخش مرکزی شهرستان سراوان در استان سیستان و بلوچستان ایران است.

## جمعیت
این روستا در دهستان حومه قرار دارد و براساس سرشماری مرکز آمار ایران در سال ۱۳۸۵، جمعیت آن ۴۸ نفر (۱۰خانوار) بوده‌است.